# Plan simple de gestion
Pour les articles homonymes, voir PSG (homonymie).
Le plan simple de gestion (PSG) est pour le propriétaire forestier privé un outil d’analyse de sa forêt quant à ses fonctions économique, écologique et sociale, et de programmation des coupes et travaux.  Il définit la gestion multifonctionnelle de la forêt privée considérée. Le PSG agréé apporte la garantie de gestion durable prévue par le code forestier. Il constitue un acte d'aménagement forestier (au sens large).
L'entretien et de la gestion des cours d'eau non domaniaux est régi par un document également appelé « plan simple de gestion ».

## Forêt privée
La législation française a institué le Plan simple de gestion (PSG) en 1963 et a confié la mise en œuvre de cet outil de développement et d’encadrement de la forêt privée française aux propriétaires forestiers eux-mêmes, par l'intermédiaire du Centre régional de la propriété forestière (CRPF). Présenté depuis quelques années comme l'une des « garanties de gestion durable », ce document réglementaire est un guide pour la gestion forestière réalisé par le propriétaire pour sa forêt sur les parcelles concernées par ce « plan ». 
C’est aussi un document de mémoire, qui permet d'assurer la continuité de la gestion et la transmission de l’expérience acquise. La loi de 2001 a confirmé le rôle essentiel du PSG dans le développement de la forêt privée française et l'a intégré dans la politique de gestion durable de la forêt française. La loi d'avenir pour l'agriculture, l'alimentation et la forêt de 2014, dite LAAAF, le rend nécessaire pour les propriétaires souhaitant constituer un Groupement d'intérêt économique et environnemental forestier (GIEEF).
Le PSG est obligatoire pour toute propriété forestière de 20 ha ou plus située sur une même commune ou sur des communes limitrophes et pour toute propriété de plus de 10 ha ayant obtenu une aide de l'Etat. Il peut également être établi de manière volontaire pour toute propriété d'au moins 10 ha, éventuellement en plusieurs parcelles (PSG. volontaire).
Pour les propriétaires de petites surfaces forestières inférieures à 20 ha et voulant disposer d’une garantie de gestion durable, deux documents de gestion durable (DGD) ont été créés par la loi forestière de 2001 :
- Le Code des Bonnes Pratiques Sylvicoles (CBPS) est un document élaboré par le Centre régional de la propriété forestière (CRPF), approuvé par le préfet de région après recueil de l'avis de la Commission régionale de la forêt et du bois (CRFB). Il doit être conforme au Schéma régional de gestion sylvicole (SRGS). Il contient des recommandations (essentielles, spécifiques aux terrains à boiser ou reboiser, d’itinéraires sylvicoles de production des essences forestières dominantes)  pour permettre au propriétaire de réaliser des opérations sylvicoles conformes à une gestion durable. Le propriétaire adhère au CBPS auprès du CRPF de sa région et il s'engage à le respecter pour une durée de 10 ans. L'engagement est accompagné d'un état des propriétés précisant les références cadastrales des parcelles, d'un plan de situation ainsi que d'un programme de coupes et travaux depuis le 25 août 2021.
- Le Règlement type de gestion (RTG) est un document qui définit les modalités d'exploitation de la forêt du propriétaire, par grands types de peuplements. Il est élaboré par des professionnels de la gestion forestière (coopératives, experts forestiers, ONF) et agréé par le CRPF. Il comprend notamment l'indication de la nature des coupes, une appréciation de l'importance et du type de prélèvement proposé, des indications sur les durées de rotation des coupes et les âges ou les diamètres d'exploitabilité, la description des travaux nécessaires à la bonne conduite du peuplement et, le cas échéant, à sa régénération, des indications sur les essences recommandées ou possibles par grands types de milieu. C'est un engagement volontaire souscrit pour 10 ans minimum au travers d'un tiers (contrat avec un expert forestier, un gestionnaire forestier professionnel  ou une coopérative)[3].

La présomption de garantie de gestion durable octroyée par les 3 DGD (PSG, CBPS et RTG) est indispensable pour que les propriétaires puissent accéder aux aides publiques pour les investissements forestiers, pour bénéficier de mesures fiscales relatives aux donations, successions et ISF et enfin d'adhérer à une certification forestière. 
Cette garantie de gestion durable est soumise à la réalisation des coupes et travaux inscrits ou agréés dans ces DGD. 

### Histoire et origine
Par la loi pour l'amélioration de la production et de la structure foncière des forêts françaises du 6 août 1963, Edgard Pisani, le ministre de l'agriculture de l'époque, avait voulu soumettre toutes les coupes forestières à une autorisation administrative. 
Les syndicats de propriétaires forestiers ont vivement réagi en proposant plutôt l’institution de plans simples de gestion rédigé par le propriétaire lui-même, et à défaut, qu'une autorisation administrative de coupe soit obligatoire. Les parlementaires quel que soit leur couleur politique refusaient un texte qui selon eux portait une atteinte grave au droit de propriété. Edgard Pisani dû mener une lutte permanente à l’assemblée nationale afin de préserver la cohérence et l’efficacité de son projet. La loi de 1963 est un compromis. Celui-ci apparaît dans la dénomination même du « plan simple de gestion » qui à l’origine dans le projet de loi comportait l’expression de « plan de gestion ». Sur la demande des députés André-Georges Voisin et Franck Cazenave, la commission spéciale présidée par René Radius et dont le rapporteur était Henri Collette, propose l’adjonction de l’adjectif « simple ». Le ministre Pisani admet cette « notion restrictive qui n’est pas contraire à l’esprit de la loi ». La loi met en place ainsi une discipline libérale et une construction inachevée.
Le rôle du PSG dans le développement de la forêt privée française a toujours été confirmé, tant par la loi relative à la gestion, la valorisation et la protection de la forêt de 1985 que par celle de 2001.
Depuis 2001, il est aussi encouragé par les Chartes forestières de territoire (CFT).

### Les forêts concernées
Les forêts privées de plus de 20 hectares doivent disposer d’un plan simple de gestion  agréé par le conseil du Centre régional de la propriété forestière (CRPF).  Le CRPF peut aussi agréer les PSG déposés volontairement pour les forêts privées d’une surface comprise entre 10 et 20 hectares et les PSG déposés par plusieurs propriétaires forestiers pour atteindre au moins la surface de 10 hectares (PSG collectifs).
NB : La loi de modernisation agricole (LMA) de 2010 a supprimé l'ancienne notion de « seul tenant », entrainant une augmentation importante du nombre de propriétés concernées par l'obligation de PSG. 
Le décret d’application du 25 mai 2011 précise les conditions d’appels de ces nouveaux plans : « Un ensemble de bois, forêts et terrains à boiser appartenant à un même propriétaire doit faire l’objet d’un PSG dès lors que la surface cumulée de la plus grande des parcelles forestières et des parcelles forestières isolées situées dans la même commune et sur le territoire des communes limitrophes de celle-ci est égale ou supérieure à 25 hectares » (seuil abaissé à 20 ha depuis la Loi n° 2023/580 du 10 juillet 2023). Les parcelles forestières isolées de moins de 4 hectares ne sont pas prises en compte pour le calcul de cette surface cumulée. Précisons que pour le législateur, une parcelle forestière est un îlot, un ensemble boisé indépendant, qui peut être constitué de plusieurs parcelles cadastrales contiguës.

### Les aspects légaux
Le propriétaire rédige son document lui-même ou avec l’appui d’un professionnel (expert forestier agréé, gestionnaire forestier professionnel, coopérative forestière). Établi pour une durée de 10 à 20 ans, il doit être conforme aux prescriptions du Schéma régional de gestion sylvicole (SRGS) qui définit les pratiques sylvicoles adaptées à la région. Les SRGS sont disponibles auprès des CRPF qui peuvent aussi proposer un plan-guide et une aide à la rédaction.
Pour faire agréer son PSG, le propriétaire le transmet au CRPF qui a un délai de six mois pour se prononcer. Le CRPF vérifie sa validité réglementaire, puis en fait l'étude technique sur le terrain, avec le propriétaire ou son représentant. Il est ensuite présenté au conseil du CRPF. Celui-ci, constitué principalement de propriétaires forestiers élus, agrée le PSG s’il est conforme au Code forestier et au Schéma régional de gestion sylvicole. Lorsque le propriétaire a des engagements spécifiques vis-à-vis de l’État (subventions, réductions fiscales), l’accord du représentant de l’État est nécessaire à l’agrément du PSG. Les services forestiers de l'État (DDT) sont chargés de vérifier la bonne application de la réglementation forestière.
Le PSG agréé par le CRPF permet d’avoir accès aux réductions fiscales spécifiques à la forêt, liées aux mutations à titre gratuit et aux investissements forestiers (certains travaux forestiers et certains achats de parcelles boisées). 
Il est aussi une garantie de gestion durable des forêts, indispensable pour l’adhésion à la certification forestière PEFC des forêts de plus de 20 hectares d’un seul tenant. Il est obligatoire (avec un chapitre sur l'environnement) pour une écosociocertification de type FSC ou PEFC.
Lorsqu'une forêt pour laquelle le PSG est obligatoire n'en dispose pas, celle-ci est soumise au Régime d’Autorisation Administrative (RAA). Aucune coupe n’est possible dans la forêt sans en avoir demandé l’autorisation préalable auprès des services forestiers de l'État.

### Contenu
Le code forestier précise le contenu du PSG. Celui-ci comprend, principalement :
- les renseignements administratifs concernant la forêt (propriétaire, surface, localisation),
- une brève analyse des enjeux économiques, environnementaux et sociaux,
- le bilan de la gestion passée,
- la description des peuplements présents sur la forêt et la carte de ces peuplements,
- les objectifs et les directives de gestion correspondantes pour chacun des types de peuplements,
- le programme annuel, par parcelle ou sous-parcelle, des coupes et travaux correspondant aux objectifs fixés,
- la stratégie de gestion des gibiers soumis à plan de chasse.

Certains CRPF recommandent d'y intégrer les produits forestiers autres que le bois (trufficulture, produit de la chasse…) ainsi que les aspects biodiversité et environnement, paysage, loisirs en forêt, gestion sylvo pastorale, accueil du public, agroforesterie, restauration des terrains incendiés… 

### Intérêts et enjeux

#### Un document pour prévoir
Au delà de son aspect réglementaire, le plan simple de gestion est un outil technique à l’usage du propriétaire. Sa rédaction est l’occasion de faire le point sur l’état de sa forêt et sur les résultats de la gestion passée. Cette première étape de réflexion permet de définir les objectifs et de mettre au point le programme de gestion pour les 10 à 20 prochaines années. Descriptif des peuplements au moment de sa rédaction et guide de gestion, le PSG est un projet d'objectifs à atteindre, avec les techniques pour les réaliser. 
Décidé par le propriétaire, il est spécifique à chaque forêt, puisque les choix, dans le cadre de la législation, sont déterminés en fonction des contraintes liées au terrain et à l’état des peuplements. Mémoire de la forêt, le PSG est un document fondamental qui doit permettre au propriétaire et à ses successeurs de mieux connaître et mieux comprendre leur forêt. 

#### Un document pour gérer
Le PSG est  un outil prévisionnel réalisé pour 10 à 20 ans. En pratique, le propriétaire met en application le programme de gestion prévu dans son document sans autre formalité, en se faisant aider si besoin par des professionnels (Experts Forestiers, coopératives forestières…). Les dates des coupes prévues peuvent être avancées ou reculées de 5 ans. Cela permet d’adapter le programme tant en fonction de l’évolution des peuplements que des variations du marché. À tout moment, en cas d’imprévu, le PSG peut être modifié ou des coupes extraordinaires réalisées, après accord du CRPF.
Pour les propriétés de moins de 20 hectares, si le PSG s'avère trop lourd à créer pour un particulier, il peut alors adhérer à un code des bonnes pratiques sylvicoles qui permet de simplifier la gestion et de bénéficier des aides de l'État ou déposer un RTG (Règlement Type de Gestion).

## Cours d'eau non domaniaux
L'article L215-21 du Code de l'environnement français (partie législative) institue un « programme pluriannuel d'entretien et de gestion », dénommé « plan simple de gestion », qui  peut être soumis à l'agrément du préfet (après avis, le cas échéant, de la commission locale de l'eau instituée en application de l'article L. 212-4) par tout propriétaire riverain d'un cours d'eau non domanial et toute association syndicale de propriétaires riverains. 
« Le bénéfice des aides de l'État et de ses établissements publics attachées au curage, à l'entretien et à la restauration des cours d'eau est accordé prioritairement aux propriétaires qui établissent un plan simple de gestion ou y souscrivent ».
Ce plan comprend :
- Un descriptif de l'état initial du cours d'eau, de son lit, des berges, de la faune et de la flore ;
- Un programme annuel de travaux d'entretien et de curage et, si nécessaire, un programme de travaux de restauration, précisant notamment les techniques employées et les conséquences sur l'environnement ;
- Un plan de financement de l'entretien, de la gestion et, s'il y a lieu, des travaux.